# 大司马牌坊
大司马牌坊，位于中国江西省宜黄县凤冈镇桥下村王家场巷口。
大司马牌坊建于明万历二年（1574年），为表彰兵部尚书谭纶（1519—1577）的抗倭功绩而立。牌坊为六柱三间式，上有“恩荣”、“大司马牌坊”、“嘉靖甲辰进士兵部尚书谭纶”字样，以及各式浮雕。

## 保护
1987年12月28日，大司马牌坊公布为第三批江西省文物保护单位。2019年10月7日，大司马牌坊公布为第八批全国重点文物保护单位，编号8-0338-3-141。